# Grand Prix cycliste algérien
Le Grand Prix Cycliste Algérien est une ancienne course cycliste, organisée en 11 étapes, du 26 septembre au 7 octobre 1934 en Algérie, pendant la période coloniale française. 

## Palmarès
| Année | Vainqueur      | Deuxième         | Troisième   |
| ----- | -------------- | ---------------- | ----------- |
| 1934  | Camille Louvel | Barthélémy Gérin | Louis Aimar |

## Étapes
- Étape 1 : Bône - Collo, 185 km - Vainqueur : Roger Chené
- Étape 2 : Collo - Djidjelli, 135 km - Vainqueur : Georges Lachat
- Étape 3 : Djidjelli - Bougie, 140 km - Vainqueur : Georges Lachat
- Étape 4 : Bougie - Tizi-Ouzou, 138 km - Vainqueur : Georges Lachat
- Étape 5 : Tizi-Ouzou - Alger, 100 km - Vainqueur : Camille Louvel
- Étape 6 : Alger - Affreville, 140 km - Vainqueur : Henri Poméon
- Étape 7 : Affreville - Aumale, 184 km - Vainqueur : Georges Lachat
- Étape 8 : Aumale - Sétif, 231 km - Vainqueur : Georges Lachat
- Étape 9 : Sétif - Batna, 163 km - Vainqueur : Georges Lachat
- Étape 10 : Batna - Constantine, 120 km - Vainqueur : Henri Poméon
- Étape 11 : Constantine - Bône, 188 km - Vainqueur : Amroun Rabah